# Monte Macaion
Il monte Macaion (1.866 m s.l.m. - Gantkofel in tedesco) è una montagna delle Alpi della Val di Non nelle Alpi Retiche meridionali. Fa parte della Costiera della Mendola.
Dalla vetta si gode di un ampio panorama sulla valle dell'Adige.
Da qualche anno sulla cima del monte è installato il radar meteorologico di meteotrentino, dal sito meteotrentino.it è possibile vedere una foto scattata a tempo reale a 360°gradi del panorama visibile.

## Note

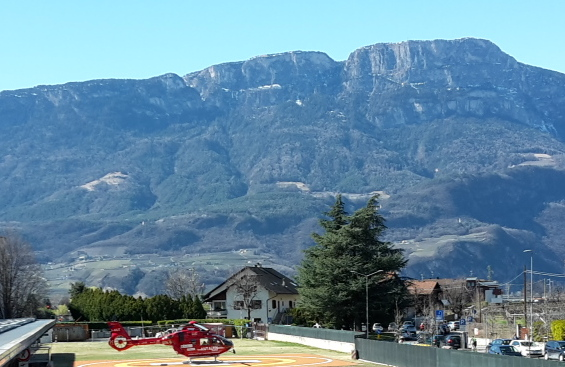
L'elicottero Eurocopter EC 135 dell'Aiut Alpin Dolomites presso l'ospedale di Bolzano, e sullo sfondo il monte Macaion